# Czeremcha
Czeremcha (in bielorusso Чаромха, trasl. Čaromcha) è un comune rurale polacco del distretto di Hajnówka, nel voivodato della Podlachia.
Ricopre una superficie di 96,73 km² e nel 2004 contava 3 738 abitanti.
Il bielorusso è riconosciuto e tutelato nel comune come lingua della minoranza.